# Lithostege parva
Lithostege parva är en fjärilsart som beskrevs av Shchetkin 1965. Lithostege parva ingår i släktet Lithostege och familjen mätare. Inga underarter finns listade i Catalogue of Life.